# Stiftung Gesundheitswissen
Die Stiftung Gesundheitswissen (SGW) ist eine gemeinnützige Organisation mit Sitz in Berlin, die sich die Erhöhung der gesundheitlichen Kompetenz in der Bevölkerung und die Stärkung der Souveränität der Patientinnen und Patienten zur Aufgabe gemacht hat. Die rechtsfähige Stiftung des bürgerlichen Rechts wurde 2015 durch den Verband der Privaten Krankenversicherung e.V. gegründet.

## Arbeit der Stiftung
Die Stiftung führt Projekte zur Gesundheitsförderung und Prävention durch. 

### Gesundheitsinformationen
Insbesondere entwickelt und verbreitet sie über ihr Gesundheitsportal www.stiftung-gesundheitswissen.de laienverständliche Informationen zu Gesundheit und Krankheit  und Entscheidungshilfen auf Basis aktueller wissenschaftlicher Erkenntnisse. Basis sind systematische Recherchen des aktuellen Wissensstandes zu diagnostischen und therapeutischen Verfahren bei ausgewählten Krankheiten und Präventionsmaßnahmen unter Berücksichtigung der Methoden der evidenzbasierten Medizin, wie durch das  Deutsche Netzwerk Evidenzbasierte Medizin in der „Guten Praxis Gesundheitsinformation“ zusammengestellt. Das Gesundheitsportal ist am Programm Verlässliches Gesundheitswissen des Deutschen Netzwerks Gesundheitskompetenz beteiligt.

### Gesundheitskompetenz von Jugendlichen
Mit dem Schulprojekt Pausenlos gesund wurden Unterrichts- und Projektmaterialien zur Gesundheitsbildung von Jugendlichen für den Einsatz in der Sekundarstufe I entwickelt.

### Studie zum Gesundheitsverhalten „HINTS Germany“
Mit HINTS Germany führen die Stiftung und das Hanover Center for Health Communication am Institut für Journalistik und Kommunikationsforschung (IJK) in Hannover eine nationale Datenerhebung zum Gesundheitsinformationsverhalten in Deutschland durch. Die Befragung ist eine Adaptation des US-amerikanischen „Health Information National Trends Survey“ (HINTS), der seit 15 Jahren durchgeführt wird. Die Befragungsdaten und Studiendokumente von HINTS Germany werden für wissenschaftliche Zwecke zugänglich gemacht.

### Zentrales Informationsportal über seltene Erkrankungen (ZIPSE)
Das Zentrale Informationsportal über seltene Erkrankungen (ZIPSE) ist ein vom Bundesministerium für Gesundheit ins Leben gerufenes Projekt. Es ist Teil des Nationalen Aktionsplans für Menschen mit Seltenen Erkrankungen (NAMSE). Das ZIPSE-Informationsportal versteht sich als Wegweiser und verweist auf qualitätsgesicherte Informationsquellen im Netz. Über die Suchfunktionen können Betroffene von seltenen Erkrankungen und ihre Angehörigen auf die jeweils für sie relevanten Informationen zugreifen. Das Projekt wird seit Ende 2019 von der Stiftung Gesundheitswissen betreut.

## Partner und Mitgliedschaften
Die Stiftung unterhält Partnerschaften und Mitgliedschaften mit folgenden Organisationen (Stand 23. Januar 2021): Aktionsbündnis Patientensicherheit, Bundesverband Deutscher Stiftungen, Deutsches Netzwerk Evidenzbasierte Medizin, Deutsches Netzwerk Gesundheitskompetenz, Guidelines International Network, Was hab’ ich?.